# Alseis involuta
Alseis involuta är en måreväxtart som beskrevs av Karl Moritz Schumann. Alseis involuta ingår i släktet Alseis och familjen måreväxter. Inga underarter finns listade i Catalogue of Life.